# Ubung Kaja
Ubung Kaja is een bestuurslaag in het regentschap Denpasar van de provincie Bali, Indonesië. Ubung Kaja telt 25.761 inwoners (volkstelling 2010).